# Henry Siddons Mowbray

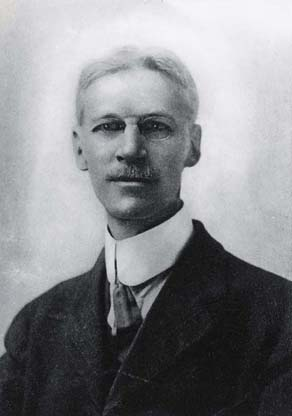
Henry Mowbray, 1897

Henry Siddons Mowbray (* 5. August 1858 in Alexandria, Ägypten; † 13. Januar 1928 in Washington, D.C.) war ein US-amerikanischer Maler.

## Leben
Henry Mowbray wurde in Alexandria, Ägypten, als Sohn englischer Eltern geboren. Sein Vater, John Henry Siddons, war Bankier und starb ein Jahr nach Mowbrays Geburt. Nach dem Tod seiner Mutter wuchs Mowbray bei seiner Tante und deren Ehemann George Mowbray in North Adams, Massachusetts, auf. Henry Mowbray begann seine berufliche Laufbahn im Chemiegeschäft seines Onkels, bevor er sich der Malerei zuwandte. Ab Ende 1877 nahm er Unterricht bei Alfred Cornelius Howland und reiste 1878 nach Paris, um im Atelier von Léon Bonnat zu studieren. 1880 stellte er sein Gemälde Junger Bacchus im Pariser Salon aus. Eine Reise nach Spanien brachte ihn in Kontakt mit den Werken von Velázquez. Jean-Léon Gérôme beeinflusst ihn, Szenen aus dem Nahen Osten zu malen. Seine Werke Die Radierer und Die Erzählung wurden 1883 im Salon ausgestellt. 1884 entsteht The Alchemist, das niederländische Genreszenen aufgreift.
1885 kehrte Henry Mowbray in die Vereinigten Staaten zurück und trat der Society of American Artists bei. Sein Werk Fairy Music (1886) ist ein Ateliergemälde mit einer Banjo spielenden Halbfigur. 1888 erhielt er den Clark-Preis der National Academy. Im selben Jahr heiratete er Helen Amelia Millard. 1892 hielt sich das Paar in Giverny auf. In dieser Zeit arbeitet er auch als Illustrator für Zeitschriften wie Harper’s, Scribner’s und The Century. Um 1897 wandte sich Henry Mowbray der Wandmalerei zu. 1898 wurde er in die American Academy of Arts and Letters gewählt. Von 1886 bis 1901 lehrte er an der Art Students League, wo er sich durch präzisen Zeichenunterricht, aber auch durch scharfe Kritik auszeichnete. 1902 reiste Mowbray im Auftrag der New York University Club Library nach Rom, um die Borgia-Appartements im Vatikan zu studieren. 1903 war er vorübergehend Direktor der American Academy in Rom. Seine Wandmalereien für den University Club (1904) und die Morgan Library in New York (1905–1907) sind seine bekanntesten dekorativen Arbeiten. 1907 ließ sich der Künstler in Washington, Connecticut nieder. Drei Jahre nach dem Tod seiner ersten Frau, 1912, heiratete Mowbray Florence Gertrude Millard. 1921 wurde er in die National Commission on Fine Arts berufen. Mowbray starb an den Folgen einer Lungenentzündung.

## Werke (Auswahl)

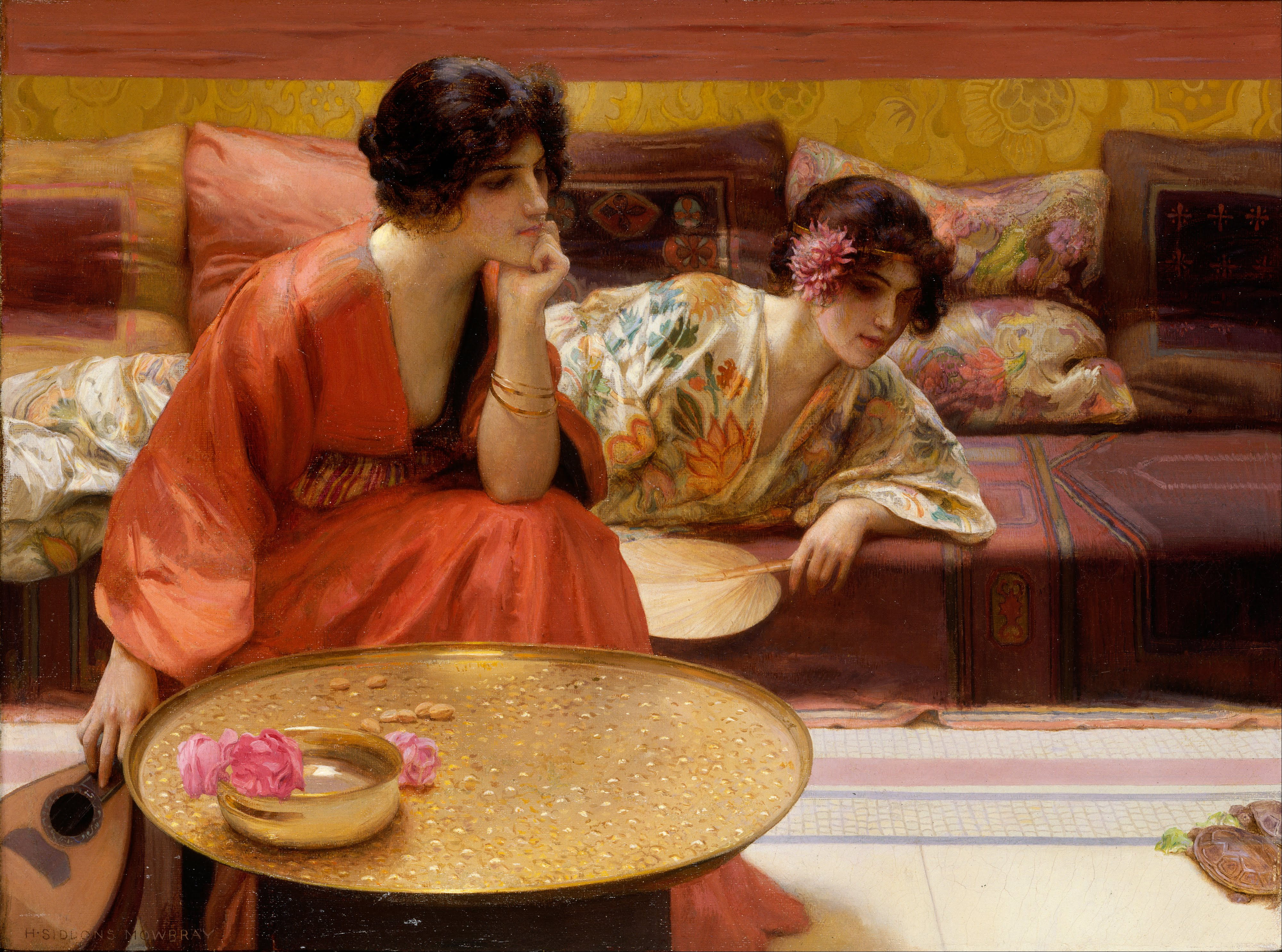
Henry Siddons Mowbray: Idle Hours, 1895. Smithsonian American Art Museum

Henry Mowbray ist bekannt für seine dekorativen Arbeiten, insbesondere für Deckengemälde in den Häusern wohlhabender Kunden wie J.P. Morgan und F.W. Vanderbilt. 
Zu seinen bedeutendsten Werken zählen
- das Deckengemälde in der Bibliothek des J.P. Morgan Anwesens in New York City, die wegen ihres Detailreichtums und ihrer harmonischen Farbgebung geschätzt werden,
- The Transmission of the Law im Appellate Court House in New York City, ein großes Wandgemälde, das die Weitergabe von Wissen und Recht symbolisiert,
- die Dekorationen im University Club in New York City, die klassische Motive mit Einflüssen der Renaissance verbinden.

Stilistisch wird Mowbray dem Orientalismus zugerechnet. Seine Werke zeichnen sich durch exotische Szenen, detailreiche Darstellungen und warme, üppige Farben aus. Häufige Motive sind Haremsszenen, Musiker und andere romantisierende Darstellungen des Orients.